# Marko Werner
Marko Werner (n. Schwedt/Oder; 1976) es un actor alemán.

## Biografía
Su primer contacto como actor lo tuvo a la edad de seis años en el Teatro de Uckermark Schwedt. Allí figuró como comparsa y fue contratado en la temporada 1998/99 como asistente de dirección. En 2003 terminó sus estudios teatrales en la Escuela Superior de Música y Teatro de Rostock. Durante el tiempo que vivió en esa ciudad fue contratado como invitado en el Teatro Popular de Rostock y trabajó con Roland May y Katja Paryla.
En la temporada 2002/2003 fue contratado por el Teatro Estatal de Braunschweig. Desde abril de 2003 hasta noviembre de 2012 fue integrante fijo de la compañía de dicho teatro. Allí interpretó el papel de Werther de la obra El joven Werther de Goethe en más de 70 representaciones; y el papel de George en La naranja mecánica de Anthony Burgess, bajo la dirección de Eva Veiders; así como el de Billy Pillgrim en la pieza Schlachthof 5 de Kurt Vonnegut, bajo la dirección de Carlos Manuel. En Braunschweig trabajó también con los directores de escena Christian Tschirner, Dominik Günther, Mario Portmann, Holger Berg, Constanze Kreusch, Volker Schmidt, Christopher Rüping, Juliane Kann, Sebastian Wirnitzer y Robin Telfer. En la temporada 2012/13 se le pudo ver actuar como invitado en este teatro.
A partir del año 2000 actuó en cortometrajes. En 2006 rodó para el programa Das kleine Fernsehspiel (En español: La pequeña película de televisión) de la cadena alemana ZDF. En 2009 obtuvo el "Premio a la promoción de jóvenes artistas de teatro" de la Sociedad de Amigos del Teatro Estatal de Braunschweig.
Marko Werner es además iniciador y comisionista de la exposición TelePhotografie, que se puede ver en Braunschweig desde noviembre de 2009. Con el "principio de visualización de cuadros de exposición" (en alemán: Display-Ausstellungskasten-Prinzip), desarrollado por él, es posible presentar fotos tomadas con el teléfono móvil en dimensiones de 12 m de largo. Solo así se consigue crear una exposición de fotos hechas con el móvil.

## Filmografía (selección)
- 2000: Gefährliche Liebschaften (Las amistades peligrosas) (corto)
- 2006: Ich traf dich mal im März (Quedé contigo en marzo) (corto)
- 2007: Die Überflüssigen (Los superfluos) (película de televisión)
- 2008: Herr Maier und die stille Frau (El señor Maier y la mujer silenciosa) (corto)

## Actuación en obras de teatro (selección)
- Die schmutzigen Hände (Las manos sucias) de Jean-Paul Sartre (Dirección: C. Koppenhöfer)
- Die Dreigroschenoper (La ópera de los tres centavos) de Bertolt Brecht (Dirección: R. Telfer)

- Datos: Q1683783